# یوگنی کولیکوف
یوگنی کولیکوف (روسی: Евге́ний Никола́евич Кулико́в؛ زادهٔ ۲۵ مه ۱۹۵۰) اسکیت‌باز سرعت اهل اتحاد جماهیر شوروی سوسیالیستی بود.